# 宇奈月駅
宇奈月駅（うなづきえき）は、富山県黒部市黒部峡谷口にある、黒部峡谷鉄道本線の駅で同線の始発駅である。

## 歴史
- 1925年（大正14年）6月25日 - 日本電力の工事用軌道として開通[6]。
- 1926年（大正15年）10月23日  - 日本電力の専用鉄道として、当駅 - 猫又駅間が開業[6][3]。
- 1953年（昭和28年）11月16日  - 関西電力が地方鉄道法に基づく旅客営業を開始[6]。当駅が開業[2][3]。
- 1971年（昭和46年）
  - 5月4日 - 黒部峡谷鉄道が設立[3][7][8]、同社の駅となる。
  - 7月1日 - 黒部峡谷鉄道が運行を開始[3][6]。
- 1991年（平成3年）春 - 旧駅舎隣接地にて現駅舎の建設に着手[9]。
- 1992年（平成4年）4月 - 売店などを備えた駅舎をリニューアル[6]。 同年4月24日に増改築工事完成式[9]。

## 駅構造
島式ホーム1面2線を有する地上駅で、橋上駅舎となっている。駅に隣接して黒部峡谷鉄道の宇奈月車庫があり、車庫内には貨物列車用の側線や検修庫がある。
駅舎は三角屋根の大きなもので、鉄骨造り2階建て地下1階建て、床面積は約2,300m2。団体客などの利用に対応している。駅前には駐車場を備えている。また、2021年には当駅の駅前に、宇奈月温泉に店舗を持つ「河鹿」（かじか）が釜飯の自動販売機を設置している。

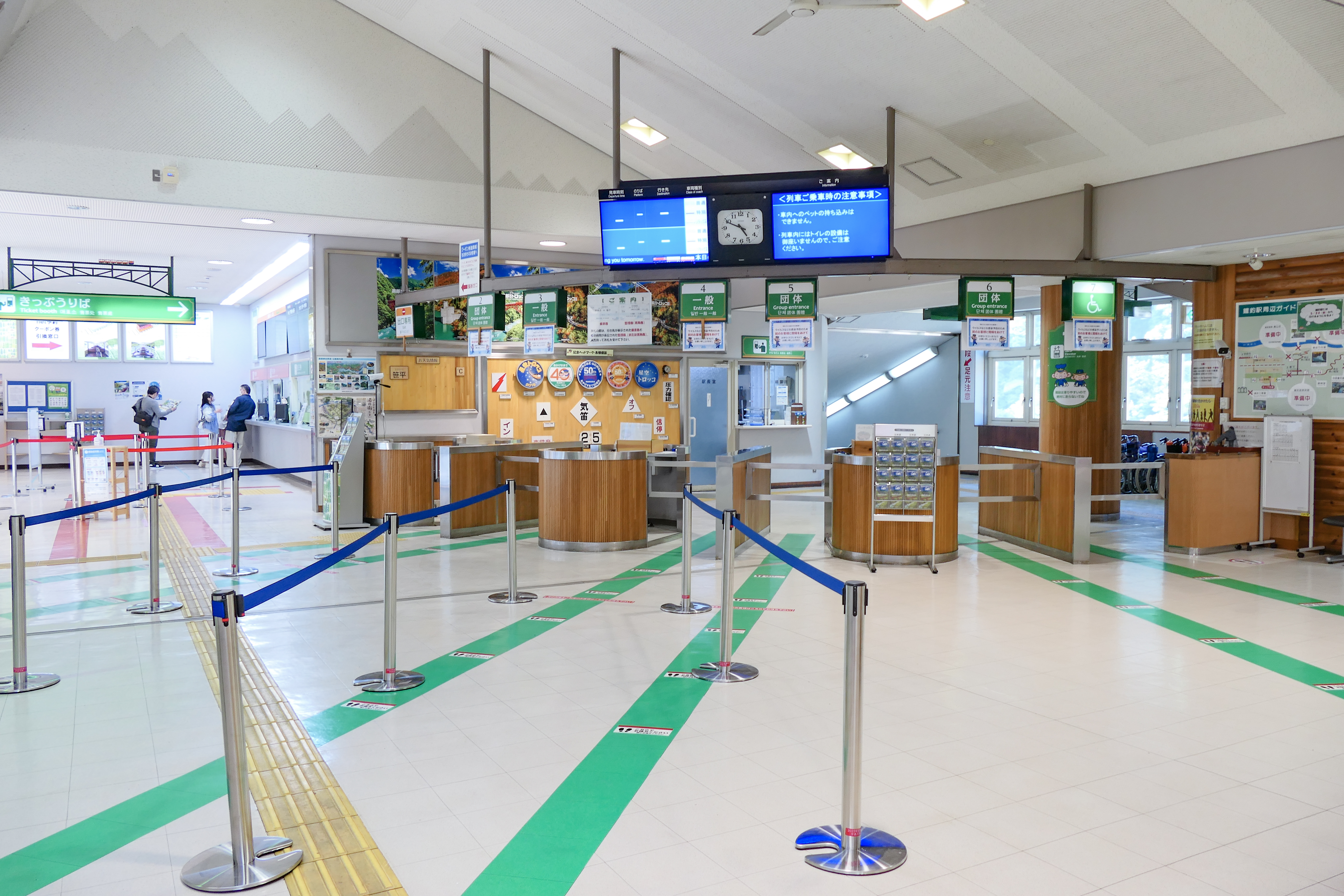
改札口（2022年5月）
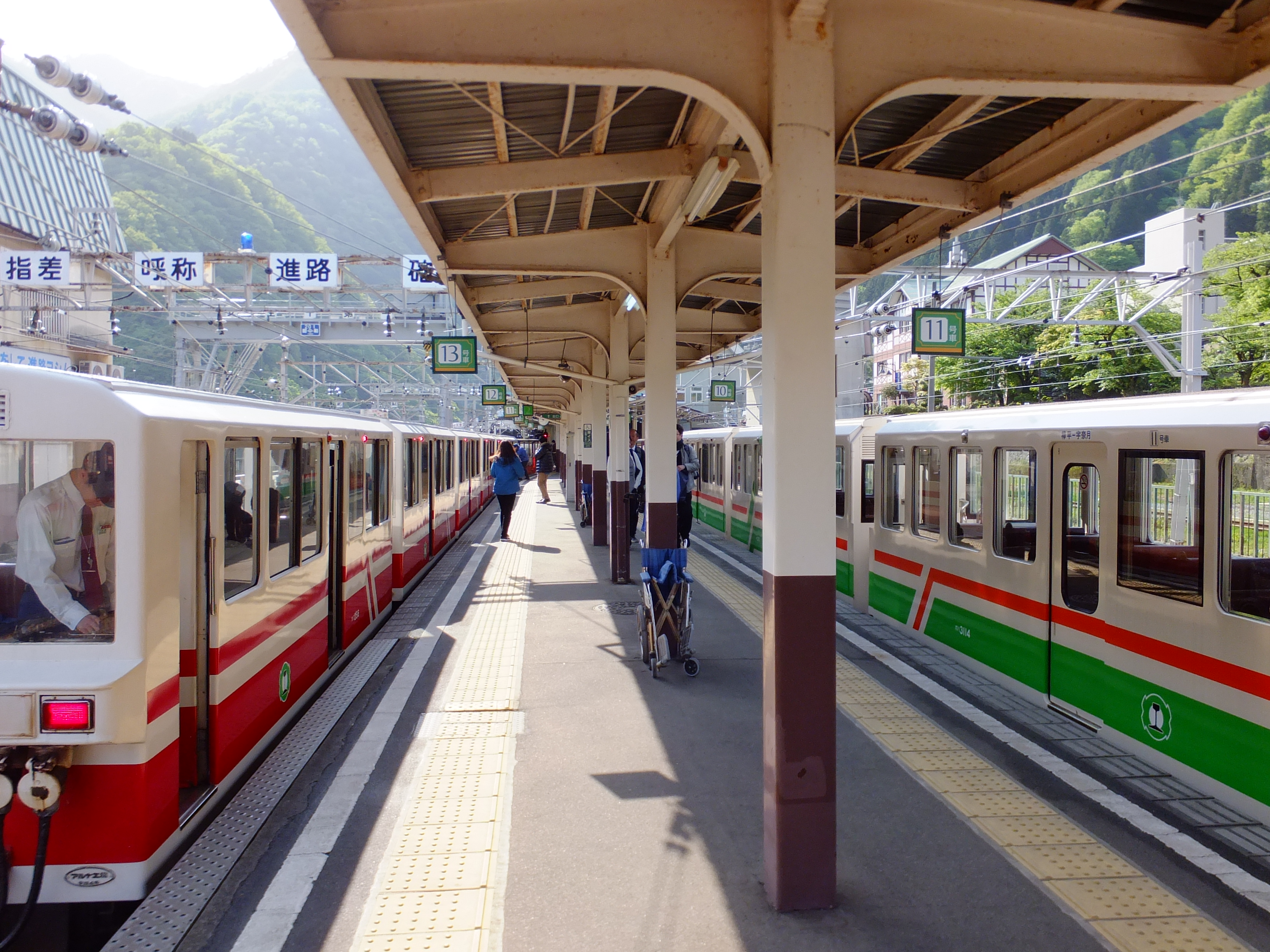
ホーム（2018年5月）
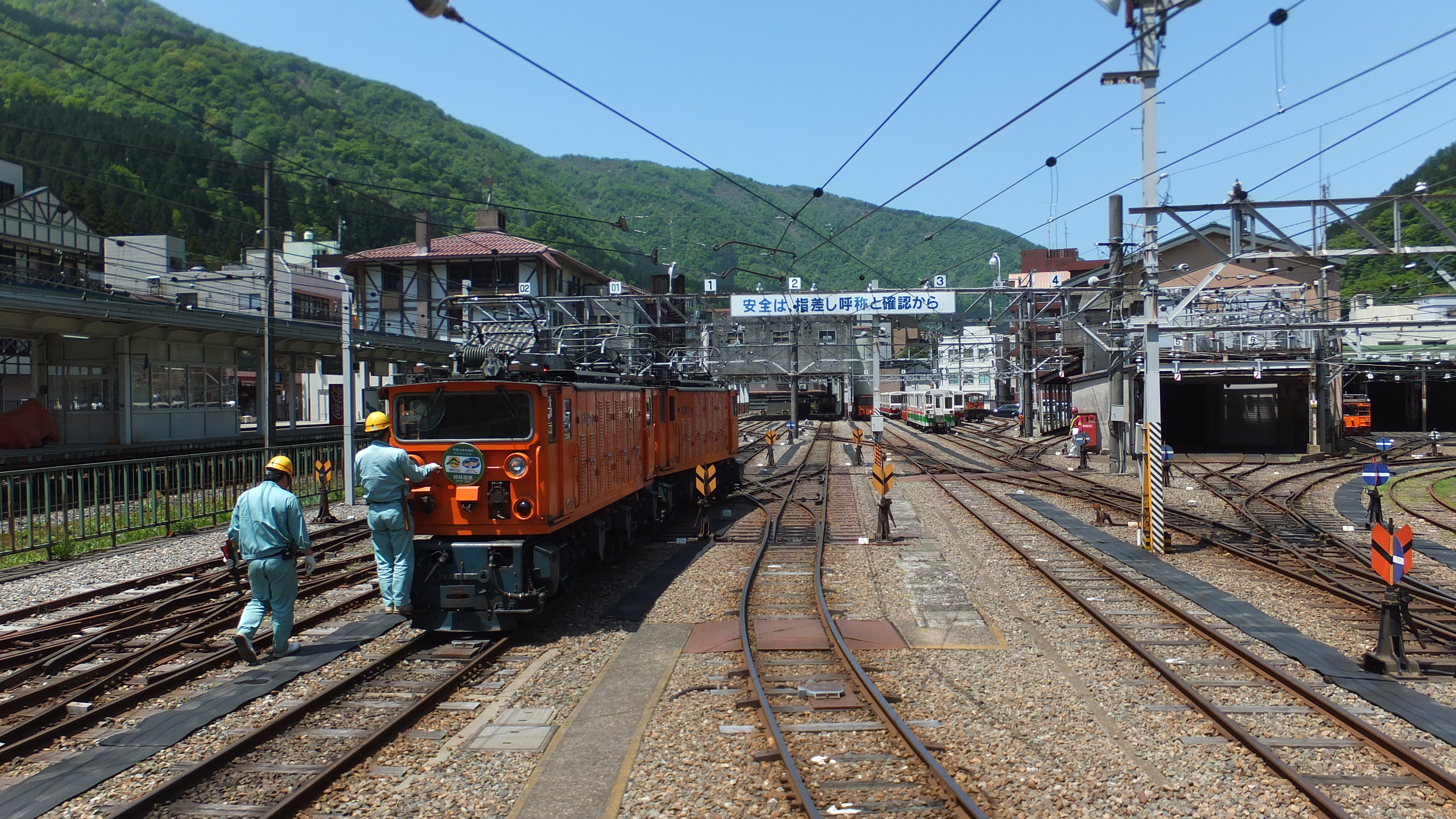
駅西側の引き込み線。左側は富山地方鉄道宇奈月温泉駅（2018年5月）
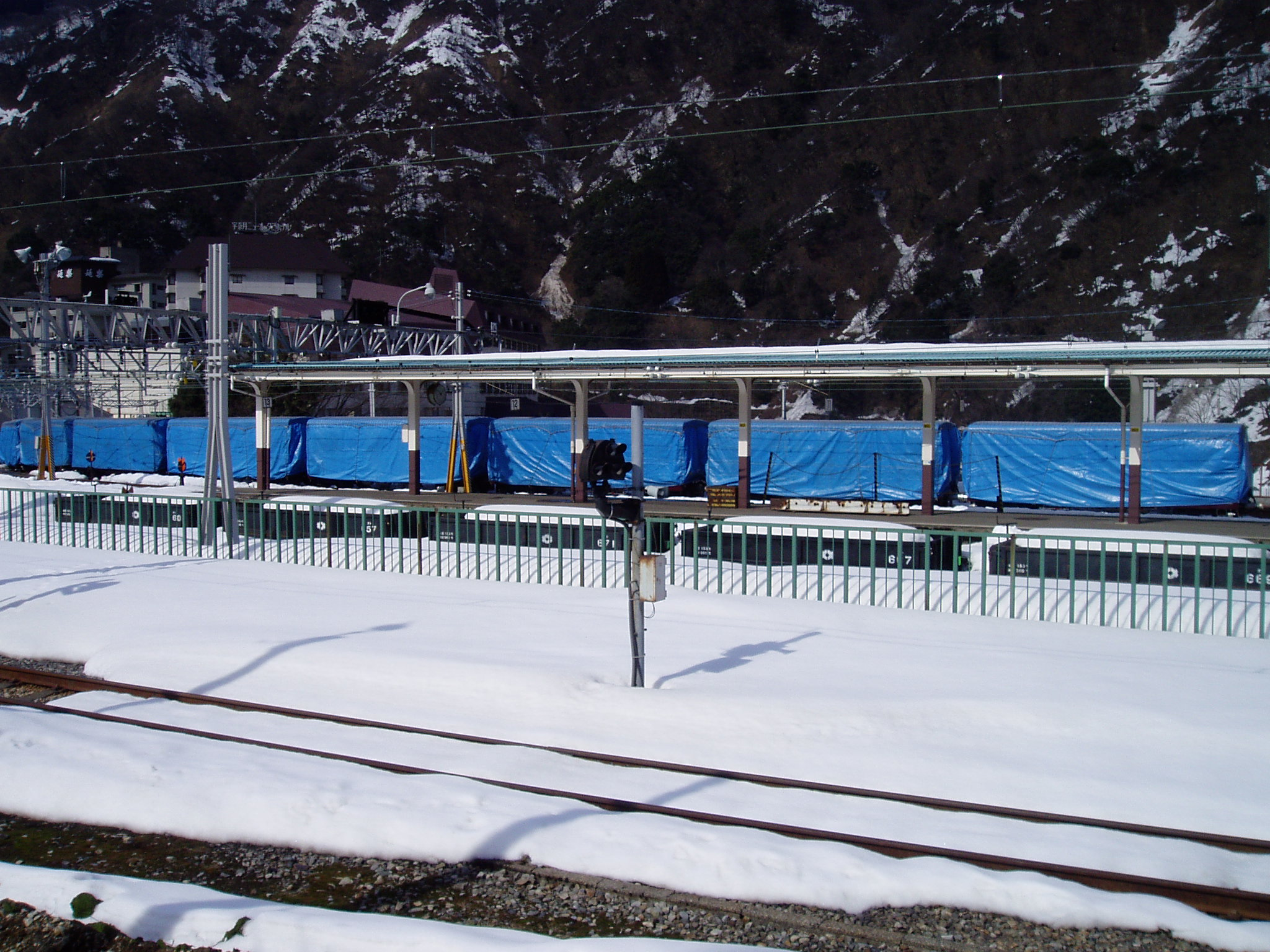
冬季閉鎖中の宇奈月駅。車両がブルーシートで覆われている（2008年3月）

## 駅周辺
富山地方鉄道宇奈月温泉駅が徒歩5分ほどの距離にある。なお、黒部峡谷鉄道では移動や乗車手続きを含めると、乗継ぎには15分以上の余裕が必要としている。
- 宇奈月温泉
- 黒部川電気記念館 - 関西電力のPR施設。正面にEB形電気機関車（EB5）が展示（静態保存）されている。
- セレネ美術館
- トロッコ広場 - 2013年に退役したED11号電気機関車と客車ハフ10が展示されている。
- やまびこ展望台 - 新山彦橋を一望できる高台。
- やまびこ遊歩道[13] - 宇奈月ダム建設に伴い付け替えられた黒部峡谷鉄道本線の旧線跡を転用した遊歩道。

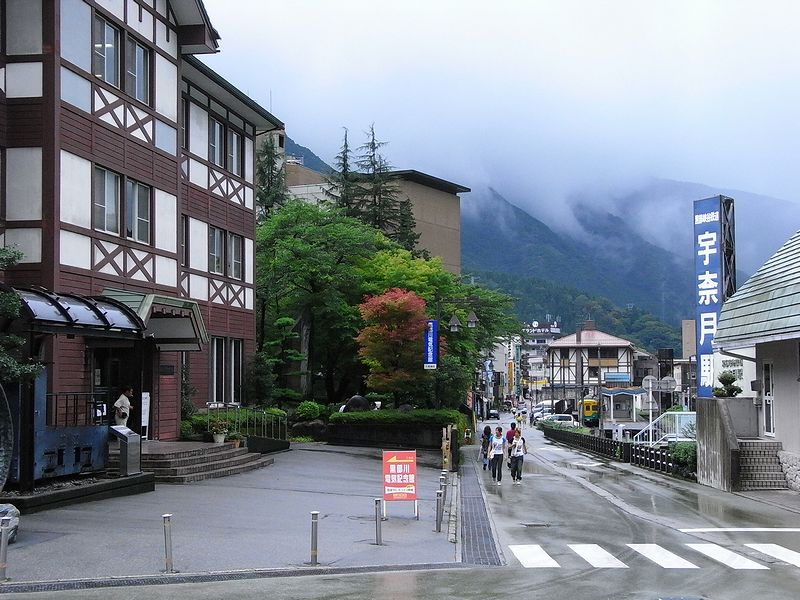
駅前から見た宇奈月温泉駅方面（2008年8月）
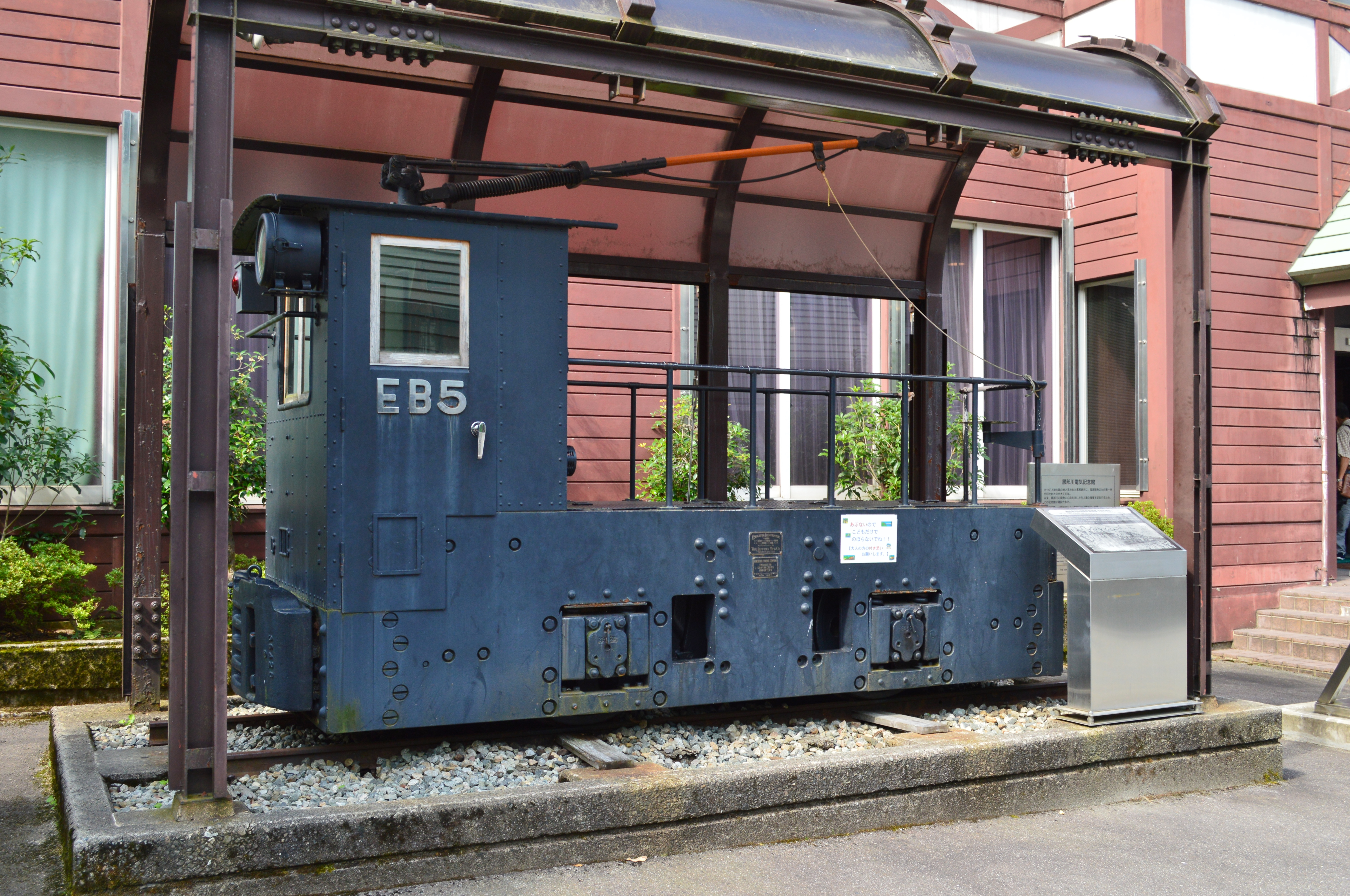
黒部川電気記念館前のEB5
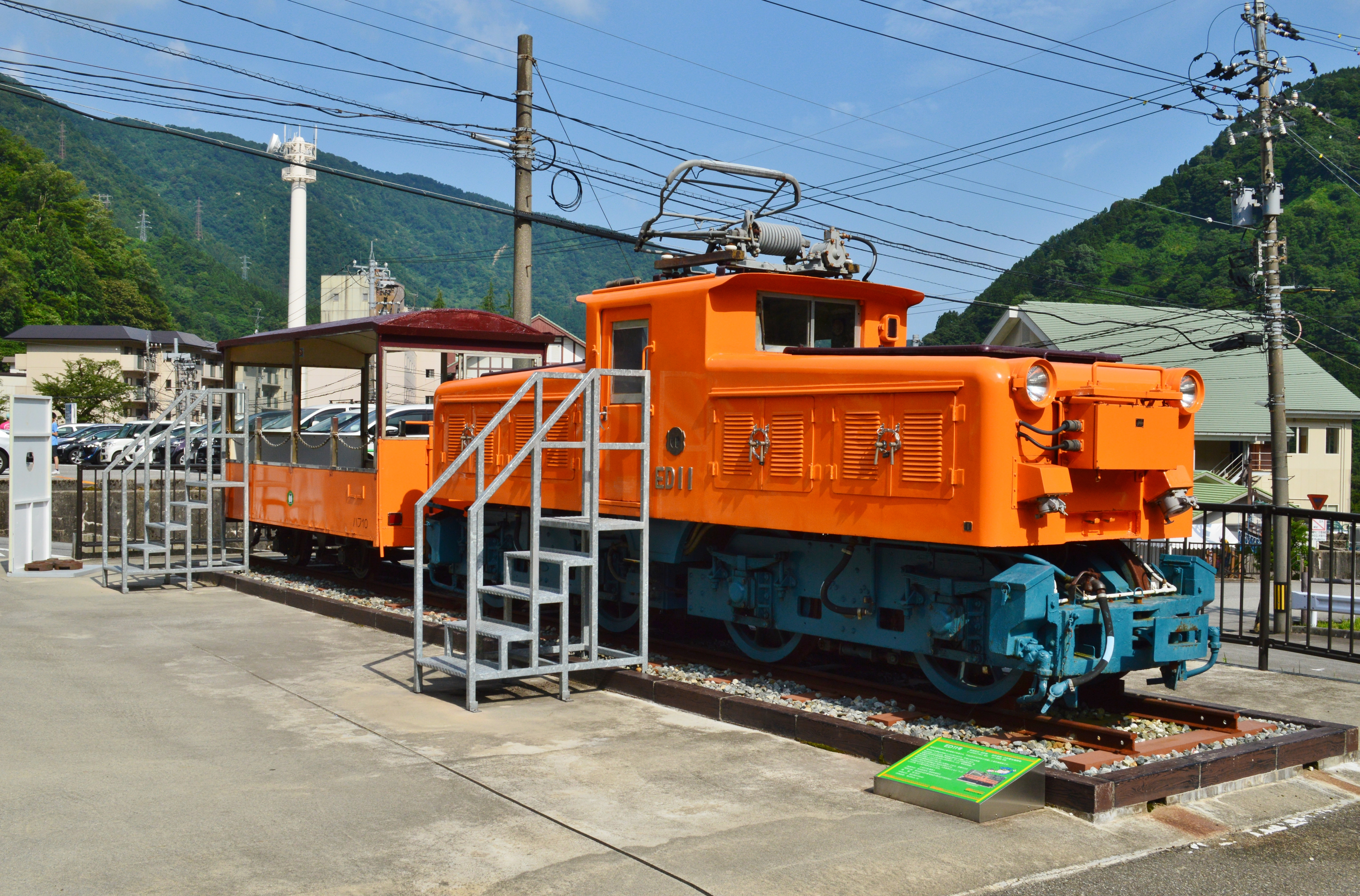
トロッコ広場のED11

## 隣の駅
黒部峡谷鉄道
■本線
関西電力専用列車
宇奈月駅 - 柳橋駅
旅客列車
宇奈月駅 - 黒薙駅